# Siempre estáis allí
Siempre estáis allí es el segundo disco en directo de la banda española de heavy metal Barón Rojo. El disco se publicó en 1986 y fue producido por Barón Rojo para Chapa Discos. Fue grabado en el Palacio de los Deportes de Madrid en febrero de 1984, en dos conciertos consecutivos en los que también se grabó el material que ya había salido editado bajo el título Barón al rojo vivo.

## Lista de canciones
1. "Larga vida al rock and roll" (Armando De Castro, Carlos De Castro) - 4:36
2. "El malo" (Carolina Cortés, José Luis Campuzano) - 6:15
3. "El Barón vuela sobre Inglaterra" (Armando De Castro, Carlos De Castro, José Luis Campuzano, Hermes Calabria) - 2:30
4. "El pobre" (Carolina Cortés, José Luis Campuzano) - 4:15
5. "Diosa razón" (Armando De Castro, Carlos De Castro, José Luis Campuzano) - 5:02
6. "Invulnerable" (Armando De Castro) - 6:21
7. "Se escapa el tiempo" (Carolina Cortés, José Luis Campuzano, Armando De Castro) - 4:48
8. "¿Qué puedo hacer?" (Carlos De Castro) - 5:04
9. "Siempre estás allí" (José Luis Campuzano, Carolina Cortés, Armando De Castro) - 7:05

## Personal
- Armando de Castro: Guitarra solista y rítmica, coros, voz principal en "Invulnerable".
- Carlos de Castro: Guitarra solista y rítmica, coros, voz principal en "Larga vida al rock and roll", "Diosa razón" y "¿Qué puedo hacer?".
- José Luis Campuzano: Bajo, coros, voz principal en "El malo", "El pobre", "Se escapa el tiempo" y "Siempre estás allí".
- Hermes Calabria: Batería.

- Datos: Q3483432